# Dzianis Palakou
Dzianis Alaksandrawicz Palakou, biał. Дзяніс Аляксандравіч Палякоў, ros. Денис Александрович Поляков (ur. 17 kwietnia 1991 w Mińsku) – białoruski piłkarz, grający na pozycji obrońcy, reprezentant Białorusi.

## Kariera klubowa
| Sezon | Klub                | Kraj     | Rozgrywki        | Mecze | Bramki |
| ----- | ------------------- | -------- | ---------------- | ----- | ------ |
| 2010  | Szachcior Soligorsk | Białoruś | Wyszejszaja liha | 28    | 0      |
| 2011  | Szachcior Soligorsk | Białoruś | Wyszejszaja liha | 27    | 0      |
| 2012  | BATE Borysów        | Białoruś | Wyszejszaja liha | 24    | 0      |
| 2013  | BATE Borysów        | Białoruś | Wyszejszaja liha | 16    | 0      |
| 2014  | BATE Borysów        | Białoruś | Wyszejszaja liha | 28    | 4      |
| 2015  | BATE Borysów        | Białoruś | Wyszejszaja liha | 22    | 0      |
| 2016  | BATE Borysów        | Białoruś | Wyszejszaja liha | 21    | 0      |